# 6684 Volodshevchenko
A 6684 Volodshevchenko (ideiglenes jelöléssel 1977 QU) a Naprendszer kisbolygóövében található aszteroida. Nyikolaj Sztyepanovics Csernih fedezte fel 1977. augusztus 19-én.